# Комьюнити агентство
Комьюнити агентство – тип рекламного агентства, которое в своих услугах делает упор на community building – создание и развитие бренд-сообществ, например: каналы брендов на YouTube, их странички в Instagram, Facebook и других соцсетях. Проводит рекламные кампании по привлечению и объединению целевой аудитории вокруг продуктов бренда.
Такие агентства появились сравнительно недавно на рынке маркетинговых услуг, но тем не менее, приобретают все большую востребованность у брендов.
Основная цель комьюнити агентства – создать такое сообщество, которое будет обладать ценностью для аудитории бренда: общие цели, принципы, взгляды, интересы, занятия, хобби, проблемы и тп. Усиливать лояльность у существующей аудитории и формировать ее у новых клиентов.

## Услуги комьюнити агентств
| Комьюнити маркетинг                              | Медиа-актив под ключ:   |
| Influencer маркетинг                             | Стратегия продвижения   |
| Креативная стратегия и запуск рекламных кампаний | Контент маркетинг       |
| Social media marketing                           | Медиабаинг              |
| Digital маркетинг                                | Таргетированная реклама |
| Контекстная реклама                              | Видеопродакшн           |

## Преимущества
Основным преимуществом сотрудничества с комьюнити агентствами для бренда является получение медиа-актива “под ключ” на выбранной платформе (YouTube, Instagram, TikTok, Facebook, Вконтакте и др.) – полный цикл создания бренд-сообщества: разработка стратегии и идеи согласно с целями бренда, привлечение новой аудитории, производство контента, работа по вовлечению.
В таком случае рекламироваться будет не магазин или продукт, а целое сообщество, где имеется реально полезная, важная информация, где есть настоящие эксперты и лидеры мнений, готовые помочь и общаться с аудиторией на их языке.
Для бренда это сообщество — это возможность донести свои ценности и принципы до потребителя, воспитать евангелистов бренда, его преданных фанатов и популяризаторов. Также эти сообщества помогают брендам в поиске новых идей. Внутри комьюнити в том числе тестируются новые продукты до выхода на массовый рынок. Комьюнити используется для повышения продаж.

## Задачи
Правильно выстроенная работа с комьюнити решает ряд важных задач для компаний:
- Объединяет на бесплатной основе группу активных и лояльных пользователей/клиентов.
- Расширяет охват ЦА и клиентов.
- Привлекает партнеров/спонсоров и инвестиции.
- Повышает уровень продаж.
- Расширяет границы рынка.
- Укрепляет уровень лояльности к товару.
- Повышает репутацию и доверие к продуктам или бренду.

## Методы и инструменты работы
Агентство может использовать практически все известные маркетинговые инструменты зависимо от целей.  Поле инструментов для построения и объединения комьюнити достаточно обширное и включает в себя как онлайн, так и оффлайн инструменты.
В частности для построения комьюнити можно использовать те инструменты которые позволяют привлекать трафик, заинтересовать аудиторию и вести общение внутри комьюнити (targeting, коллаборации, виральный контент, мессенджеры, медиабаинг, инфлюенс маркетинг, контекстная реклама и тп)
Если говорить об управлении комьюнити, то здесь уже больший акцент делается на то чтобы сохранить и вовлечь аудиторию, которая была привлечена, создать заинтересованность и возможность общения внутри комьюнити (контент, геймификация, интерактивы, механики повышения вовлеченности, возможность общаться).
Обращаются к таким агентствам как за комплексной услугой, так и за отдельными.

## Структура команды агентства
- Отдел стратегического планирования — отвечает за планирование связей. Отдел тесно работает с потребительскими исследованиями и вырабатывает стратегию будущего проекта.
- Творческий отдел — это отдел, ответственный за создание идей на основе стратегии, выбранной отделом стратегического планирования. Здесь работают креативщики (создают идею), копирайтеры (отвечают за текстовую часть рекламы), арт-директора и дизайнеры (зрительный ряд). Отдел возглавляет один или несколько творческих директоров.
- Отдел СММ — занимается продвижением бренда агентства и клиентов в социальных сетях
- Отдел продаж - группа менеджеров, которые осуществляют цикл продаж новому клиенту до этапа заключения договора.
- Отдел по работе с клиентами — группа менеджеров, которые являются связующим звеном между клиентом и агентством.
- PR-Отдел - отвечает за формирование и поддержание положительного общественного мнения о компании, а также занимается клиентскими запросами.
- Видеопродакшн - занимается профессиональным созданием видео-рекламы, роликов на Youtube и другого видео контента.

## Актуальность
Данный тип рекламного агентства появился по причине наличия значительного спроса на комплексные услуги в построении комьюнити. Бренды заинтересованы в создании таких сообществ, которые будут ценными для целевой аудитории. Это новая модель привлечения клиентов и повышения продаж позволяет компаниям экономить на рекламе.
По сути, это поиск потребителей, которые заинтересованы в товаре и сами ищут места продажи этого товара. С помощью комьюнити бренды могут формировать желания и потребности для своей целевой аудитории, что в перспективе является преимуществом перед конкурентами.